# Ахметелі Володимир Георгійович
Володимир (Ладо) Георгійович Ахметелі (груз. ვლადიმერ გიორგის ძე ახმეტელი; 1875-1942) — грузинський політичний і громадський діяч, письменник, журналіст.

## Біографія
Народився у Кахетії, у селі Анага, у родині протоієрея Георгія Ахметелашвілі. Старший брат Свімона Ахметелі.
Навчався у Телавській духовній школі та семінарії у Тифлісі, потім у Лейпцизькій вищій школі торгівлі (1898—1901), в університетах Лейпцигу та Галле (1901—1904). 1904 року захистив докторську дисертацію в Університеті Галле на тему «Внутрішня торгівля в Грузії» (Der Hausierhandel in Georgien). Повернувшись до Грузії, публікував у пресі статті з економіки, про німецьку соціал-демократію та робітничий рух (під псевдонімом Шварц).

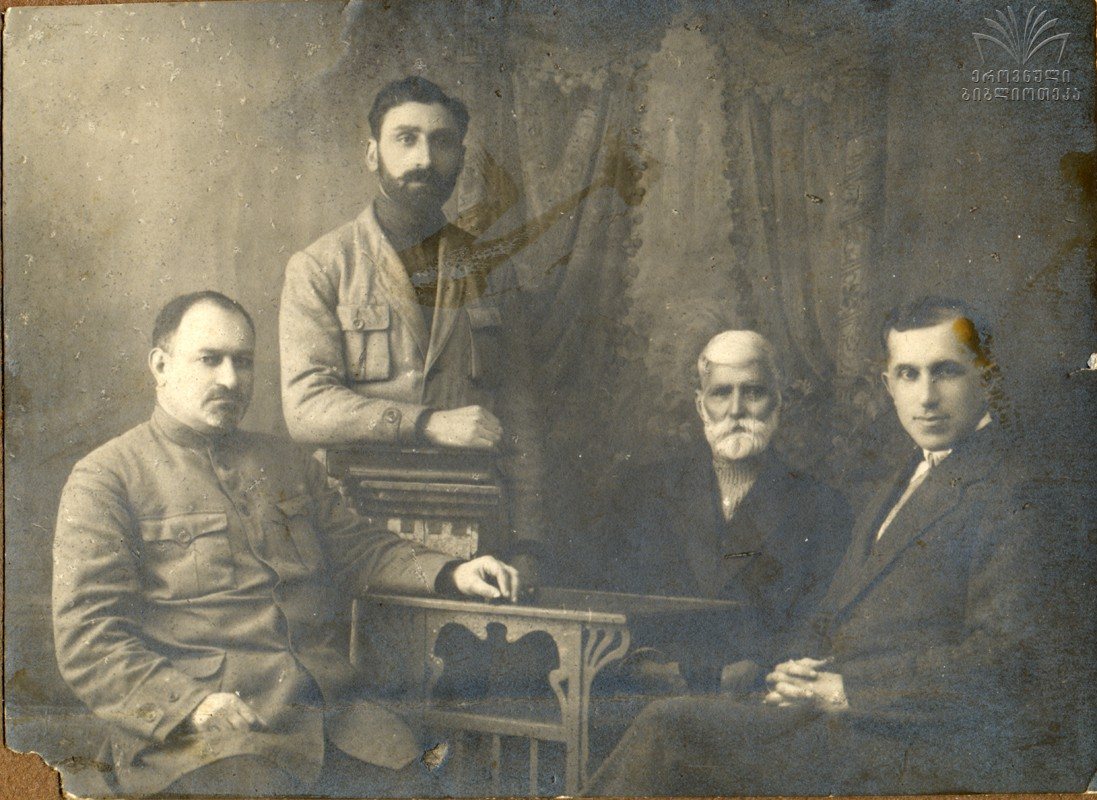
Володимир Ахметелі, Георгій Ахметелашвілі, Ісидор Рамішвілі та Євген (Гено) Урушадзе

У травні 1918 року був призначений послом Демократичної Республіки Грузія у Німеччині. Посольство Грузії у Берліні під керівництвом Ахметелі стало центром грузинської культури у Німеччині.
Після радянізації Грузії посольство Грузії було скасовано німецько-радянською угодою 1922 року. Ахметелі став членом грузинської діаспори у Берліні та боровся за увагу європейців до Грузії.
З 1938 року він очолював Кавказьку дивізію, створену урядом Німеччини.
Раптово помер у Берлін; похований там же.